# Marco Cecio Justino
Marco Cecio Justino (en latín, Marcus Ceccius Iustinus) fue un senador romano del siglo II, que desarrolló su carrera política bajo los imperios de Trajano, Adriano y Antonino Pío.

## Carrera
Su único cargo conocido fue el de cónsul sufecto durante el nundinum de octubre a diciembre de 139,   bajo Antonino Pío.